# Стокс, Лиа
Лиа Стокс (Leah C. (Cardamore) Stokes) — канадско-американский политолог. Специалист в сфере энергетики, климата и экологической политики.
Доктор философии (2015), именной ассоциированный профессор (Anton Vonk Associate Professor) в Калифорнийском университете в Санта-Барбаре. В 2022 году названа Business Insider одним из 30 лучших мировых лидеров, работающих над решениями в области климата. Также вошла в список TIME100 Next 2022 года.
Докторскую степень получила в MIT, там же получила степень магистра на кафедре политологии. А до того — степень магистра в области экологических наук в Институте Земли Колумбийского университета. Окончила со степенью бакалавра в области психологии и восточноазиатских исследований Университет Торонто. До начала академической карьеры работала в Парламенте Канады.
Автор книги Short Circuiting Policy: Interest Groups and the Battle over Clean Energy and Climate Policy in the American States (Oxford University Press, 2020), получившей ряд наград. В своей книге она утверждает, что организованная борьба между группами сторонников и противников различных интересов играет центральную роль в объяснении того, почему Штаты не находятся на пути к решению климатического кризиса.
Публиковалась в American Political Science Review, American Journal of Political Science, British Journal of Political Science, Nature Energy, Energy Policy, Environmental Science & Technology, The New York Times, The Washington Post, The Los Angeles Times, The Guardian, The Atlantic, The Boston Globe, CNN.